# Hanoverton
Hanoverton ist ein Village im Hanover Township, Columbiana County, Ohio, Vereinigte Staaten. Im Jahr 2000 hatte der Ort 387 Einwohner.

## Geographie
Nach den Angaben des United States Census Bureaus hat der Ort, der südlich von Salem und westlich von Lisbon liegt, eine Fläche von 1,8 km², die sich ausschließlich aus Land zusammensetzt.

## Demographie
Zum Zeitpunkt des United States Census 2000 bewohnten Hanoverton 387 Personen. Die Bevölkerungsdichte betrug 210,5 Personen pro km². Es gab 165 Wohneinheiten, durchschnittlich 89,7 pro km². Die Bevölkerung Hanovertons bestand zu 98,45 % aus Weißen, 0,26 % Schwarzen oder African American, 0,26 % Native American, 0 % Asian, 0 % Pacific Islander, 0 % gaben an, anderen Rassen anzugehören und 1,03 % nannten zwei oder mehr Rassen. 0,52 % der Bevölkerung erklärten, Hispanos oder Latinos jeglicher Rasse zu sein.
Die Bewohner Hanovertons verteilten sich auf 157 Haushalte, von denen in 32,5 % Kinder unter 18 Jahren lebten. 61,1 % der Haushalte stellten Verheiratete, 12,1 % hatten einen weiblichen Haushaltsvorstand ohne Ehemann und 26,1 % bildeten keine Familien. 22,9 % der Haushalte bestanden aus Einzelpersonen und in 14,6 % aller Haushalte lebte jemand im Alter von 65 Jahren oder mehr alleine. Die durchschnittliche Haushaltsgröße betrug 2,46 und die durchschnittliche Familiengröße 2,93 Personen.
Die Bevölkerung verteilte sich auf 24,8 % Minderjährige, 7,0 % 18–24-Jährige, 27,9 % 25–44-Jährige, 20,4 % 45–64-Jährige und 19,9 % im Alter von 65 Jahren oder mehr. Das Durchschnittsalter betrug 38 Jahre. Auf jeweils 100 Frauen entfielen 87,0 Männer. Bei den über 18-Jährigen entfielen auf 100 Frauen 90,2 Männer.
Das mittlere Haushaltseinkommen in Hanoverton betrug 36.538 US-Dollar und das mittlere Familieneinkommen erreichte die Höhe von 41.250 US-Dollar. Das Durchschnittseinkommen der Männer betrug 31.719 US-Dollar, gegenüber 20.625 US-Dollar bei den Frauen. Das Pro-Kopf-Einkommen belief sich auf 14.970 US-Dollar. 3,2 % der Bevölkerung und 1,7 % der Familien hatten ein Einkommen unterhalb der Armutsgrenze, davon waren 4,4 % der Minderjährigen und 1,4 % der Altersgruppe 65 Jahre und mehr betroffen.

## Nennenswerte Bewohner
- Thomas Corwin Mendenhall (1841–1924), Autodidakt, Physiker und Meteorologe